# Casariche
Casariche – gmina w Hiszpanii, w prowincji Sewilla, w Andaluzji, o powierzchni 52,9 km². W 2011 roku gmina liczyła 5652 mieszkańców.